# Necropolis
Necropolis osmi je studijski album poljskog death metal-sastava Vader. Diskografska kuća Nuclear Blast Records objavila ga je 21. kolovoza 2009. Album je nominiran za nagradu Fryderyk u kategoriji "Album godine heavy metala" (Album roku heavy metal). 8. travnja 2009. Vader objavio je prvi dio studijskog izvješća za album. Naknadno je drugi dio objavljen 22. travnja, a treći dio 27. svibnja.

## O albumu
Necropolis je snimljen između ožujka i travnja 2009. u studiju Hertz u Białystoku, Poljska, a producirao ga je Tue Madsen. Miksanje i mastering za albumu održan je u studiju Antfarm u Danskoj, osim pjesama "The Seal" i "Summoning the Futura", koje su miksane u studiju VooDoo Gates u Olsztynu, Poljska. Necropolis je prvi Vaderov album na kojem pojavio se bubnjar Paweł "Paul" Jaroszewicz. Snimljen je spot za pjesmu "Never Say My Name", koja se djelomično temelji na knjizi "Evanđelje po Satani" Patricka Grahama.
Album je prodan u oko 1130 primjeraka u SAD-u u prvom tjednu od objavljivanja, prema Nielsen SoundScanu. Album završio je na 19. mjestu ljestvici Billboard Top Albums New Artist (Heatseekers). U Poljsko je Necropolis zasjeo na 5. mjestu, a ispao pet tjedana kasnije. Album je također bio na ljestvicama u Francuskoj i Njemačkoj.

## Popis pjesama
Tekstovi: Piotr "Peter" Wiwczarek, osim gdje je navedeno drugačije, glazba: Peter.
| 1.    | »Devilizer«                         |                   | 3:19 |
| 2.    | »Rise of the Undead«                |                   | 3:52 |
| 3.    | »Never Say My Name«                 |                   |      |
| 4.    | »Blast«                             |                   | 1:50 |
| 5.    | »The Seal« (instrumentalna skladba) |                   | 2:10 |
| 6.    | »Dark Heart«                        | Peter, Harry Maat | 2:59 |
| 7.    | »Impure«                            | Peter, Harry Maat | 3:40 |
| 8.    | »Summoning the Futura«              |                   | 1:05 |
| 9.    | »Anger«                             |                   | 2:14 |
| 10.   | »We Are the Horde«                  | Peter, Harry Maat | 3:10 |
| 11.   | »When the Sun Drowns in Dark«       | Peter, Harry Maat | 7:06 |
| 33:26 |                                     |                   |      |

| Bonus pjesme | Bonus pjesme                              | Bonus pjesme   | Bonus pjesme                              | Bonus pjesme | Bonus pjesme | Bonus pjesme | Bonus pjesme | Bonus pjesme | Bonus pjesme |
| Br.          | Skladba                                   | Tekstopisac    | Skladatelj                                | Trajanje     |              |              |              |              |              |
| ------------ | ----------------------------------------- | -------------- | ----------------------------------------- | ------------ | ------------ | ------------ | ------------ | ------------ | ------------ |
| 12.          | »Black Metal« (obrada Venoma)             | Conrad Lant    | Tony Bray, Jeff Dunn, Conrad Lant         | 3:13         |              |              |              |              |              |
| 13.          | »Fight Fire with Fire« (obrada Metallice) | James Hetfield | James Hetfield, Cliff Burton, Lars Ulrich | 4:05         |              |              |              |              |              |
| 40:44        |                                           |                |                                           |              |              |              |              |              |              |

| Bonus DVD – To Live!!! | Bonus DVD – To Live!!! | Bonus DVD – To Live!!! | Bonus DVD – To Live!!! | Bonus DVD – To Live!!! | Bonus DVD – To Live!!! | Bonus DVD – To Live!!! | Bonus DVD – To Live!!! | Bonus DVD – To Live!!! | Bonus DVD – To Live!!! |
| Br.                    | Skladba                | Trajanje               |                        |                        |                        |                        |                        |                        |                        |
| ---------------------- | ---------------------- | ---------------------- | ---------------------- | ---------------------- | ---------------------- | ---------------------- | ---------------------- | ---------------------- | ---------------------- |
| 1.                     | »Crucified Ones«       | 3:57                   |                        |                        |                        |                        |                        |                        |                        |
| 2.                     | »Black to the Blind«   | 4:38                   |                        |                        |                        |                        |                        |                        |                        |
| 3.                     | »The Epitaph«          | 3:56                   |                        |                        |                        |                        |                        |                        |                        |
| 4.                     | »Carnal«               | 2:34                   |                        |                        |                        |                        |                        |                        |                        |
| 5.                     | »Wings«                | 3:51                   |                        |                        |                        |                        |                        |                        |                        |
| 6.                     | »This Is the War«      | 4:04                   |                        |                        |                        |                        |                        |                        |                        |
| 7.                     | »Lead Us!!!«           | 3:13                   |                        |                        |                        |                        |                        |                        |                        |
| 26:13                  |                        |                        |                        |                        |                        |                        |                        |                        |                        |

## Zasluge
| Vader - Peter – vokal, gitara, bas-gitara - Paul – bubnjevi - Reyash – bas-gitara (na DVD-u) - Wacław Kiełtyka – gitara (na DVD-u) Dodatni glazbenici - Bart Krysiuk – dodatni vokal (na pjesmi "Black Metal") - Maciej Taff – dodatni vokal (na pjesmi "Fight Fire with Fire") - Spider – solo-gitara (na pjesmama 3., 9., 11., 13.) | Ostalo osoblje - Tue Madsen – produkcija, miks, mastering - Jacek Wiśniewski – naslovnica, dizajn - Sławomir Wiesławski – inženjer zvuka - Wojciech Wiesławski – inženjer zvuka - Marek Heimburger – miks (pjesme 5. i 8.) |